# Batalha de Lindanisse
A Batalha de Lyndanisse aconteceu em 15 de junho de 1219.
Sob o pretexto de ajudar a Cruzada na Palestina, o rei dinamarquês Valdemar II derrotou os estonianos em Lyndanisse sob as ordens do Papa Honório III.
Com um número de chalupas, o rei, juntamente com o bispo Anders Sunesen, o bispo Teodorico da Estônia, o conde Alberto de Nordalbingien e Vitislau I da Rúgia partiram em direção a Lyndanisse, atualmente conhecida por Taline e tomaram o castelo da cidade (Castro dos Danos).
Em 15 de junho, os estonianos atacaram os dinamarqueses perto do castelo, que tomados de surpresa fugiram em todas as direções. Porém, Vitslav conseguiu reagrupar os cruzados e afugentaram os estonianos.
A lenda diz, que durante esta batalha, no momento em que os dinamarqueses estavam em grande dificuldade, a bandeira da Dinamarca, Dannebrog caiu do céu e renovou-lhes as esperanças. A Dannebrog permanece sendo uma das mais antigas bandeiras estatais a ser usada até hoje.